# Pitche (Guinée-Bissau)
Pitche ou Piche est un des cinq secteurs appartenant à la région Gabú du Guinée-Bissau. En 2009, il comptait 47 042 habitants.